# Kanália (ort i Grekland, Grekiska fastlandet)
Kanália (Kanalia) är en ort i Grekland.   Den ligger i prefekturen Fthiotis och regionen Grekiska fastlandet, i den centrala delen av landet, 180 km nordväst om huvudstaden Aten. Kanália ligger 781 meter över havet och antalet invånare är 242.
Terrängen runt Kanália är varierad.Runt Kanália är det ganska glesbefolkat, med 25 invånare per kvadratkilometer. Närmaste större samhälle är Spercheiáda, 14,5 km öster om Kanália. Omgivningarna runt Kanália är en mosaik av jordbruksmark och naturlig växtlighet.